# Chipre nos Jogos Olímpicos de Verão de 2008
O Chipre participou dos Jogos Olímpicos de Verão de 2008, em Pequim, na China. O país estreou nos Jogos em 1980 e esta foi sua 8ª participação.

## Desempenho

### Atletismo
Masculino
| Atletas          | Evento          | Preliminares | Preliminares | Final       | Final       |
| Atletas          | Evento          | Marca        | Posição      | Marca       | Posição     |
| ---------------- | --------------- | ------------ | ------------ | ----------- | ----------- |
| Kyriakos Ioannou | Salto em altura | 2,25 m       | 18º          | Não avançou | Não avançou |

Feminino
| Atletas             | Evento               | Preliminares | Preliminares | Quartas | Quartas | Semifinal   | Semifinal   | Final       | Final       |
| Atletas             | Evento               | Marca        | Posição      | Marca   | Posição | Marca       | Posição     | Marca       | Posição     |
| ------------------- | -------------------- | ------------ | ------------ | ------- | ------- | ----------- | ----------- | ----------- | ----------- |
| Eleni Artymata      | 200 metros           | 23s58        | 32º          | 23s77   | 30º     | Não avançou | Não avançou | Não avançou | Não avançou |
| Alissa Kallinikou   | 400 metros           | 52s40        | 26º          |         |         | Não avançou | Não avançou | Não avançou | Não avançou |
| Anna Foitidou       | Salto com vara       | 4,00 m       | 34º          |         |         |             |             | Não avançou | Não avançou |
| Paraskevi Theodorou | Arremesso de martelo | 61,00 m      | 44º          |         |         |             |             | Não avançou | Não avançou |
| Alexandra Tsisiou   | Lançamento de dardo  | 53,24 m      | 45º          |         |         |             |             | Não avançou | Não avançou |

### Halterofilismo
Masculino
| Atleta              | Evento | Arranque (kg) | Arremesso (kg) | Total (kg) | Posição |
| ------------------- | ------ | ------------- | -------------- | ---------- | ------- |
| Dimitrios Minasidis | -69kg  | 128,0         | 155,0          | 283,0      | 20º     |

### Natação
Feminino
| Atleta(s)            | Evento          | Eliminatórias | Eliminatórias | Semifinal   | Semifinal   | Final       | Final       |
| Atleta(s)            | Evento          | Tempo         | Posição       | Tempo       | Posição     | Tempo       | Posição     |
| -------------------- | --------------- | ------------- | ------------- | ----------- | ----------- | ----------- | ----------- |
| Anna Stylianou       | 100 m livre     | 56s38         | 36º           | Não avançou | Não avançou | Não avançou | Não avançou |
| Anna Stylianou       | 200 m livre     | 2m00s58       | 27º           | Não avançou | Não avançou | Não avançou | Não avançou |
| Natallia Hadjiloizou | 100 m borboleta | 1m01s80       | 45º           | Não avançou | Não avançou | Não avançou | Não avançou |

### Tiro
Masculino
| Atleta             | Evento | Qualificação | Qualificação | Final  | Final                              | Posição |
| Atleta             | Evento | Placar       | Posição      | Placar | Total                              | Posição |
| ------------------ | ------ | ------------ | ------------ | ------ | ---------------------------------- | ------- |
| George Achilleos   | Skeet  | 119          | 5º           | 24     | 143                                | 5º      |
| Antonis Nicolaides | Skeet  | 120          | 4º           | 24     | 144 Shoot-off: FRA A. Terras D 2-3 | 4º      |

### Tiro com arco
Feminino
| Atleta         | Evento     | Fase de Ranking | Fase de Ranking | Fase de 64                | Fase de 32             | Oitavas                | Quartas                | Semifinais             | Final                  | Final       |
| Atleta         | Evento     | Placar          | Chave           | Adversário e resultado    | Adversário e resultado | Adversário e resultado | Adversário e resultado | Adversário e resultado | Adversário e resultado | Posição     |
| -------------- | ---------- | --------------- | --------------- | ------------------------- | ---------------------- | ---------------------- | ---------------------- | ---------------------- | ---------------------- | ----------- |
| Elena Mousikou | Individual | 589             | 56              | JPN N. Hayakawa D 103-112 | Não avançou            | Não avançou            | Não avançou            | Não avançou            | Não avançou            | Não avançou |

### Vela
Masculino
| Atleta           | Evento | Regata | Regata | Regata | Regata | Regata | Regata | Regata | Regata | Regata | Regata | Regata  | Pontos | Posição |
| Atleta           | Evento | 1      | 2      | 3      | 4      | 5      | 6      | 7      | 8      | 9      | 10     | M       | Pontos | Posição |
| ---------------- | ------ | ------ | ------ | ------ | ------ | ------ | ------ | ------ | ------ | ------ | ------ | ------- | ------ | ------- |
| Andreas Cariolou | RS:X   | 7      | 17     | 14     | 10     | 11     | 17     | 11     | 19     | 14     | 10     | Não av. | 111    | 13º     |
| Pavlos Kontides  | Laser  | 8      | 7      | 24     | 14     | 5      | 12     | 14     | 29     | 35     |        | Não av. | 113    | 13º     |

Feminino
| Atleta                   | Evento | Regata | Regata | Regata | Regata | Regata | Regata | Regata | Regata | Regata | Regata | Regata  | Pontos | Posição |
| Atleta                   | Evento | 1      | 2      | 3      | 4      | 5      | 6      | 7      | 8      | 9      | 10     | M       | Pontos | Posição |
| ------------------------ | ------ | ------ | ------ | ------ | ------ | ------ | ------ | ------ | ------ | ------ | ------ | ------- | ------ | ------- |
| Gavriella Chadjidamianou | RS:X   | 19     | 22     | 23     | 22     | 15     | 23     | 25     | 22     | 20     | 16     | Não av. | 182    | 21º     |

Misto
| Atleta             | Evento | Regata | Regata | Regata | Regata | Regata | Regata | Regata | Regata | Regata  | Pontos | Posição |
| Atleta             | Evento | 1      | 2      | 3      | 4      | 5      | 6      | 7      | 8      | M       | Pontos | Posição |
| ------------------ | ------ | ------ | ------ | ------ | ------ | ------ | ------ | ------ | ------ | ------- | ------ | ------- |
| Haris Papadopoulos | Finn   | 13     | 18     | 21     | 11     | 24     | 11     | 17     | OCS    | Não av. | 115    | 22º     |

Legenda
| Recorde mundial      | Recorde mundial (World record)               |                       | Recorde africano                      | Recorde africano (African) |                                           | Q | Classificado por posição (Qualified) |
| Recorde olímpico     | Recorde olímpico (Olympic record)            | Recorde da América    | Recorde da América (Americas)         | q                          | Classificado por melhor tempo (Qualified) |   |                                      |
| Melhor marca do ano  | Melhor marca do ano (World leading)          | Recorde asiático      | Recorde asiático (Asian)              | DNS                        | Não largou (Did not start)                |   |                                      |
| Recorde nacional     | Recorde nacional (National record)           | Recorde europeu       | Recorde europeu (European)            | DNF                        | Não terminou (Did not finish)             |   |                                      |
| Recorde pessoal      | Recorde pessoal do atleta (Personal best)    | Recorde da Oceania    | Recorde da Oceania (Oceania)          | DSQ / DQ                   | Desclassificado (Disqualified)            |   |                                      |
| Recorde da temporada | Recorde da temporada do atleta (Season best) | Recorde sul-americano | Recorde sul-americano (South America) | NM                         | Sem marca (No mark)                       |   |                                      |

| M   | Regata da Medalha da qual só participam os dez primeiros colocados das regatas anteriores  |  |  | CAN | Regata cancelada |
| BFD | Desclassificado por bandeira preta (Black Flag Disqualified)                               |  |  |     |                  |
| UFD | Desclassificado por bandeira "U" (U Flag Disqualified)                                     |  |  |     |                  |
| OCS | Largada queimada (On the Course Side of the starting line)                                 |  |  |     |                  |
| DNE | Desclassificação sem eliminação (infração a um item do regulamento da prova – Did Not End) |  |  |     |                  |